# Bahnhof Gobō
Der Bahnhof Gobō (jap. 御坊駅 Gobō-eki) ist ein Bahnhof auf der japanischen Insel Honshū. Er wird gemeinsam von den Bahngesellschaften JR West und Kishū Tetsudō betrieben und befindet sich in der Präfektur Wakayama auf dem Gebiet der Stadt Gobō, an der Westseite der Kii-Halbinsel.

## Verbindungen
Gobō ist ein Anschlussbahnhof an der Kisei-Hauptlinie, deren westliche Sektion von JR West betrieben wird sowie die Städte Shingū und Wakayama miteinander verbindet. Von dieser zweigt die 2,7 km lange und von der Kishū Tetsudō betriebene Kishū-Bahnlinie ins Stadtzentrum Gobōs ab. Im Stundentakt verkehrt der Schnellzug Limited Express Kuroshio von Kyōto über Shin-Osaka, den Bahnhof Wakayama und Kii-Tanabe nach Shirahama, wobei sieben Zugpaare weiter über Kushimoto nach Shingū fahren. Bei den Nahverkehrszügen gibt es in Gobō eine betriebliche Trennung. Nach Wakayama fahren sie im Halbstundentakt, in Richtung Kii-Tanabe stündlich. Züge der Kishū-Bahnlinie verkehren ungefähr alle 30 bis 60 Minuten. Auf dem Bahnhofsvorplatz befinden sich mehrere Bushaltestellen, die von drei Linien der Gesellschaft Kumano Gobō Nankai Bus betrieben werden.

## Anlage
Der Bahnhof steht im Stadtteil Komatsubara, etwa zweieinhalb Kilometer nördlich des Stadtzentrums. Er ist auf drei Seiten von teilweise dörflich geprägten Wohnvierteln umgeben, an der Nordseite ragt ein bewaldeter Hügel empor. Die ebenerdige Anlage ist von Osten nach Westen ausgerichtet und umfasst sechs Gleise, von denen vier dem Personenverkehr dienen. Diese liegen am Hausbahnsteig, einem Zungenbahnsteig und an einem Mittelbahnsteig, die alle zum Teil überdacht sind. Letzterer ist über eine gedeckte Fußgängerbrücke mit dem Empfangsgebäude an der Südseite verbunden. Der Zungenbahnsteig im Südwesten ist der Kishū-Bahnlinie vorbehalten, das dazu gehörende Gleis endet stumpf und ist von der Kisei-Hauptlinie aus nur über eine Spitzkehre erreichbar. Zwei Gleise an der Nordseite dienen zum Abstellen von Zügen.
Im Fiskaljahr 2019 nutzten täglich durchschnittlich 1716 Fahrgäste den Bahnhof.

## Bilder

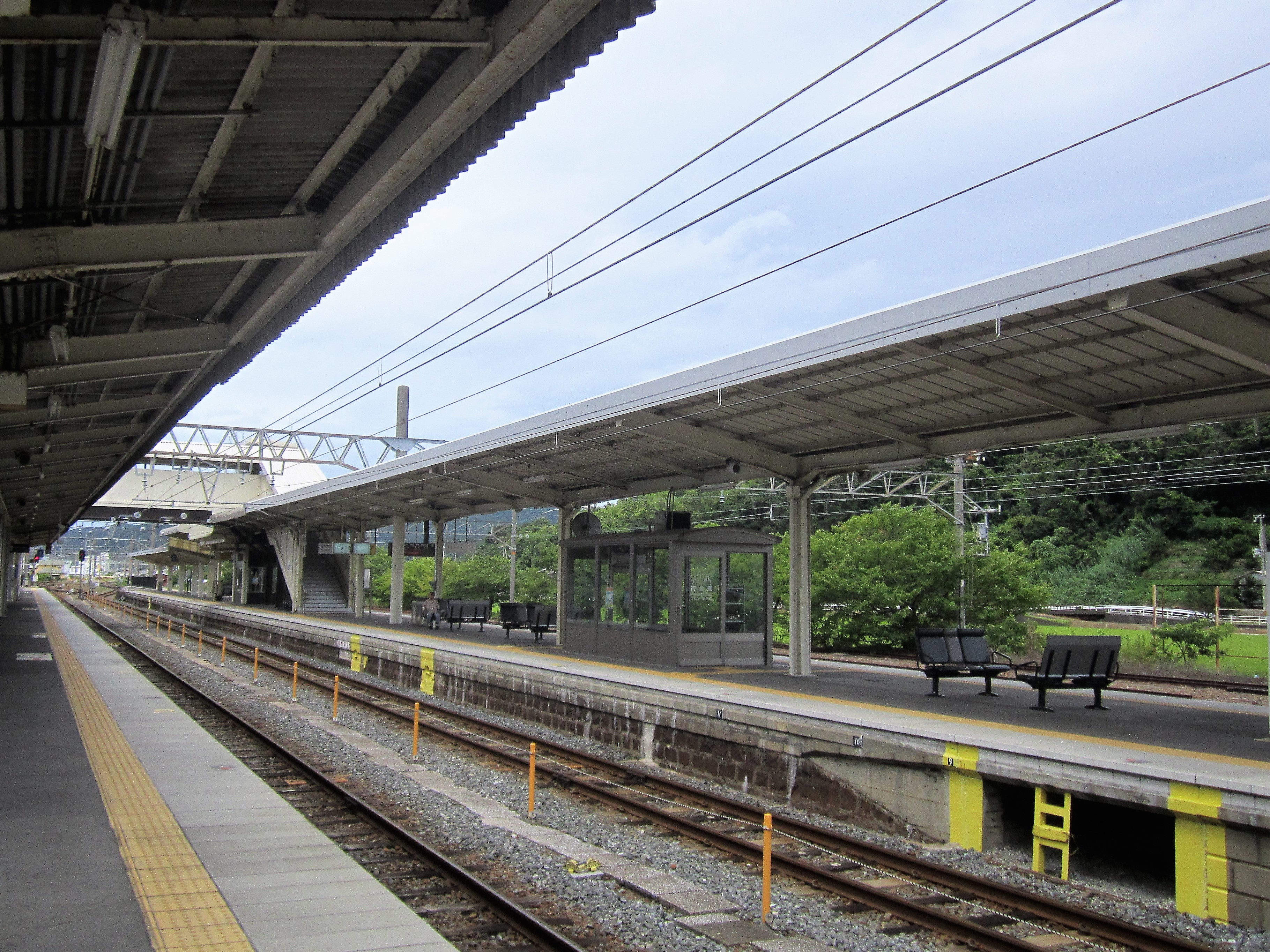
Bahnsteige von JR West
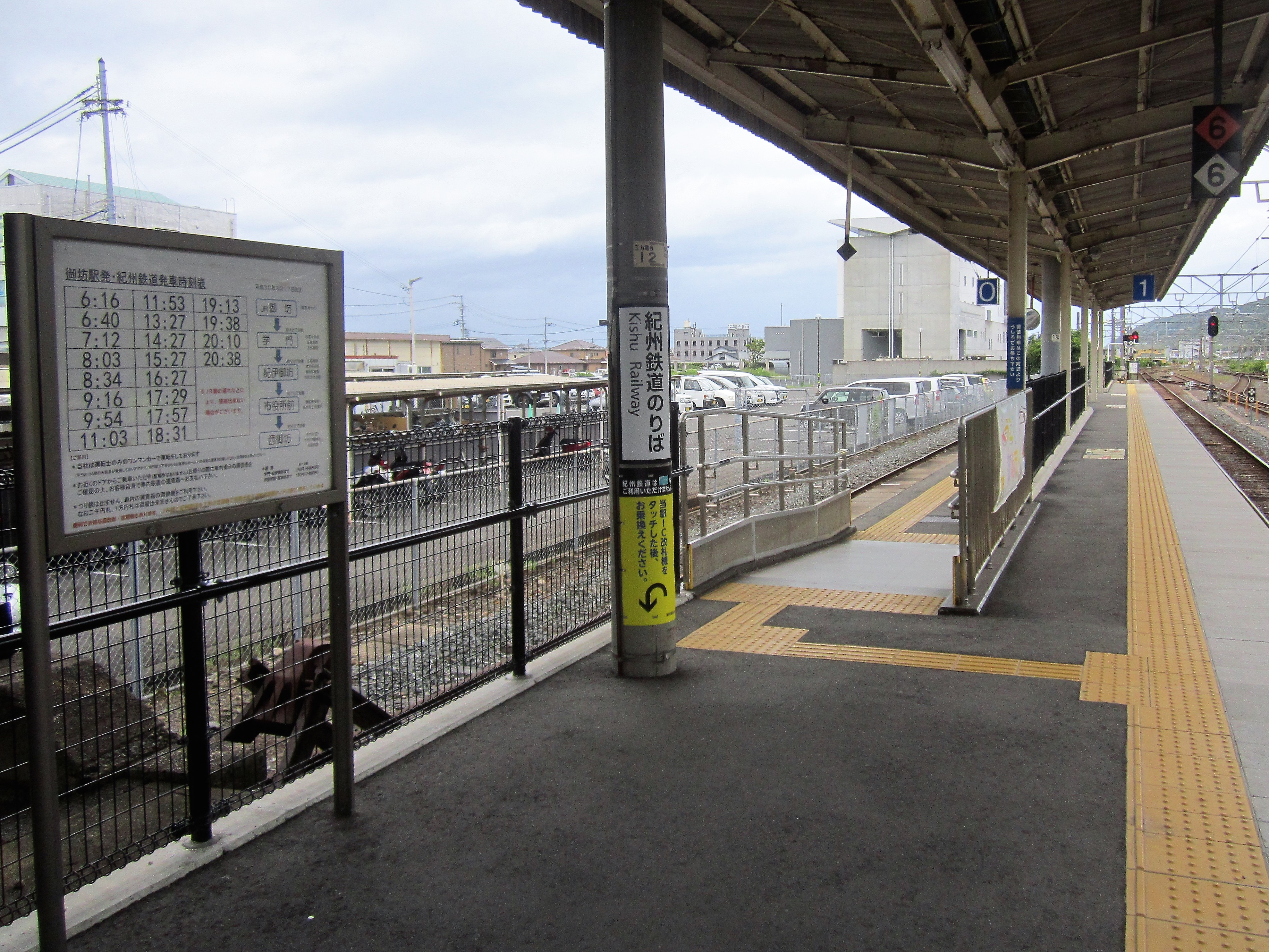
Bahnsteig der Kishū Tetsudō
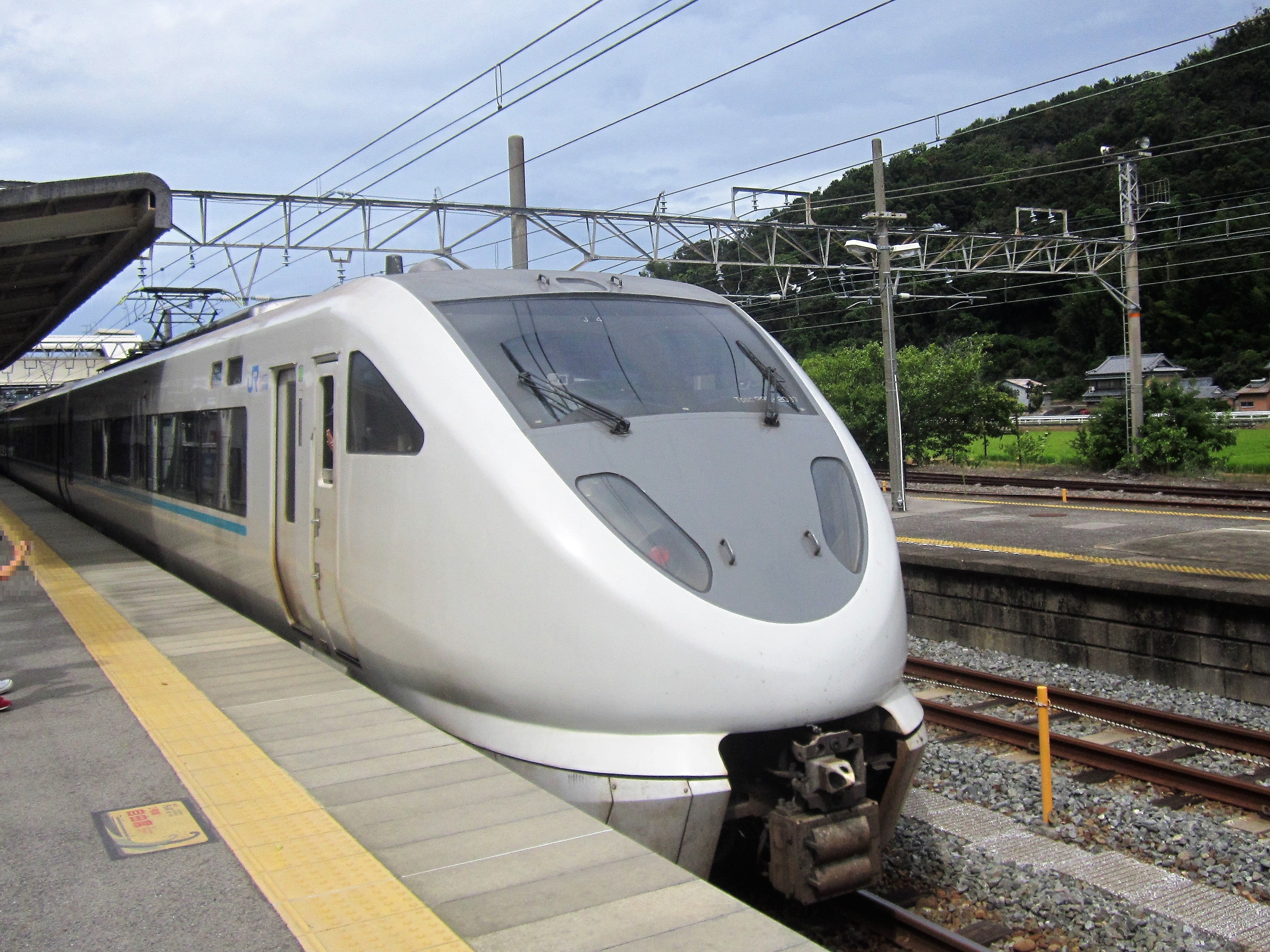
Schnellzug Kuroshio
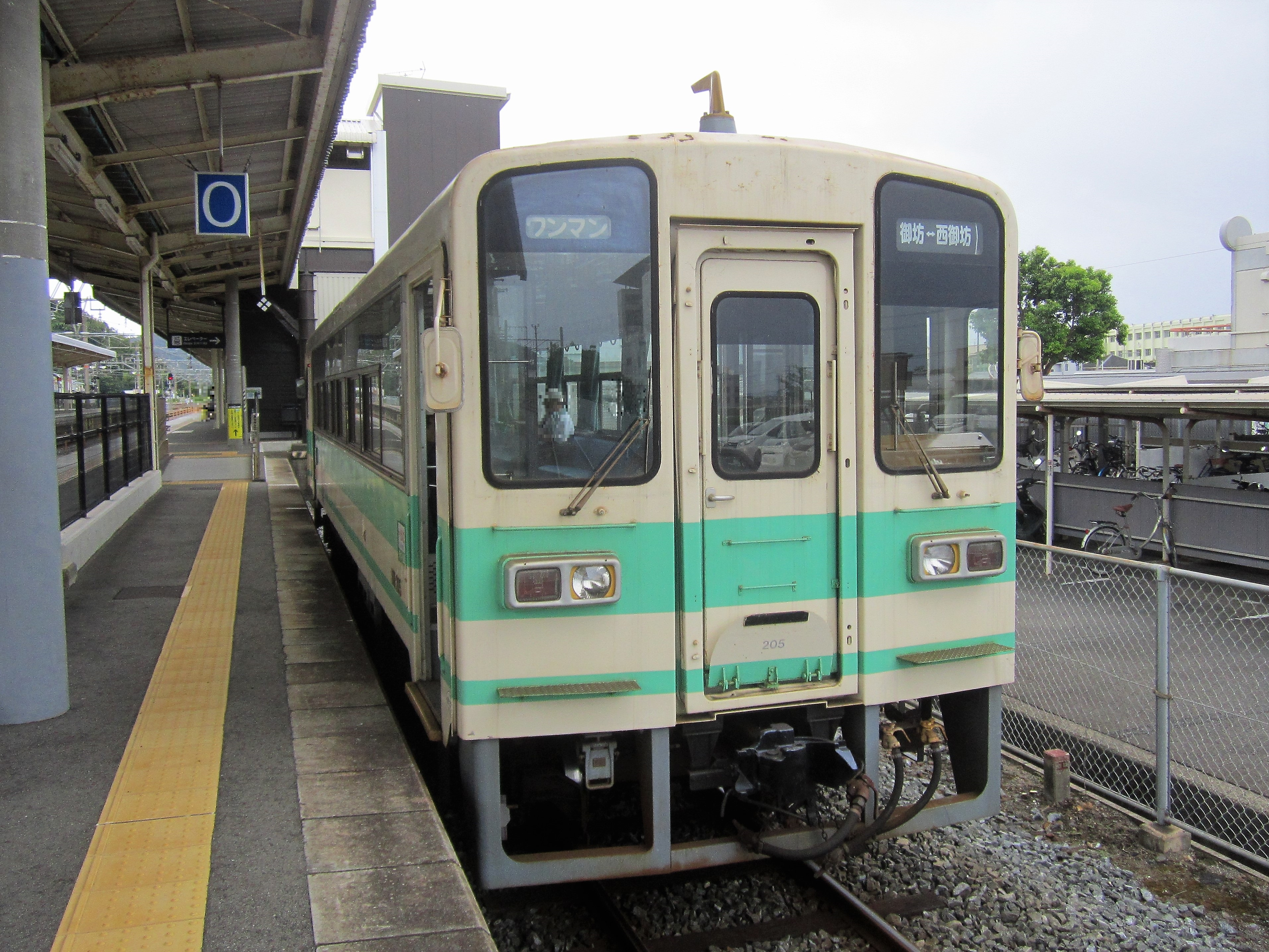
Dieseltriebwagen der Baureihe KR200

## Gleise
| 0   | ▉ Kishū-Bahnlinie  | Nishi-Gobō                                     |
| 1/2 | ▉ Kisei-Hauptlinie | Wakayama • Shin-Osaka                          |
| 2/3 | ▉ Kisei-Hauptlinie | Kii-Tanabe • Kushimoto • Kii-Katsuura • Shingū |

## Linien
| Verlauf der Kisei-Hauptlinie |
| --- |
| Kameyama • Shimonoshō • Ishinden • Tsu • Akogi • Takachaya • Rokken • Matsusaka • Tokuwa • Taki • Ōka • Sana • Tochihara • Kawazoe • Misedani • Takihara • Aso • Ise-Kashiwazaki • Ōuchiyama • Umegadani • Kii-Nagashima • Minose • Funatsu • Aiga • Owase • Ōsoneura • Kuki • Mikisato • Kata • Nigishima • Atashika • Hadasu • Ōdomari • Kumanoshi • Arii • Kōshiyama • Kii-Ichigi • Atawa • Kii-Ida • Udono • Shingū • Miwasaki • Kii-Sano • Ukui • Nachi • Kii-Temma • Kii-Katsuura • Yukawa • Taiji • Shimosato • Kii-Uragami • Kii-Tahara • Koza • Kii-Hime • Kushimoto • Kii-Arita • Tanami • Tako • Wabuka • Esumi • Mirozu • Susami • Kii-Hiki • Tsubaki • Kii-Tonda • Shirahama • Asso • Kii-Shinjō • Kii-Tanabe • Haya • Minabe • Iwashiro • Kirime • Inami • Inahara • Wasa • Dōjōji • Gobō • Kii-Uchihara • Kii-Yura • Hirokawa Beach • Yuasa • Fujinami • Kii-Miyahara • Minoshima • Hatsushima • Shimotsu • Kamogō • Shimizuura • Kainan • Kuroe • Kimiidera • Miyamae • Wakayama • Kiwa • Wakayamashi |

| Verlauf der Kishū-Bahnlinie                             |
| ------------------------------------------------------- |
| Gobō • Gakumon • Kii-Gobō • Shiyakusho-mae • Nishi-Gobō |

## Geschichte
Das Eisenbahnministerium eröffnete den Bahnhof am 21. April 1929, zusammen mit dem von Kii-Yura bis hierhin führenden Abschnitt der Kisei-Hauptlinie. Rund anderthalb Jahre lang war hier die Endstation, bis zur Eröffnung des daran anschließenden Teilstücks nach Inami am 14. Dezember 1930. Die Fertigstellung der gesamten Strecke ließ jedoch bis 1959 auf sich warten. Der Bahnhof lag damals weit außerhalb der Stadt in der damaligen Gemeinde Yukawa (1954 eingemeindet) und war daher für die Erschließung nicht ausreichend. Aus diesem Grund wurde die Bahngesellschaft Gobō Rinkō Tetsudō (seit 1973 Kishū Tetsudō) gegründet, die am 15. Juni 1931 die abzweigende Kishū-Bahnlinie ins Stadtzentrum in Betrieb nahm. Aus Rationalisierungsgründen stellte die Japanische Staatsbahn am 1. Februar 1984 den Güterumschlag ein, am 14. März 1985 auch die Gepäckaufgabe. Andererseits errichtete sie ein neues Empfangsgebäude, das am 24. März 1984 in Betrieb ging. Im Rahmen der Staatsbahnprivatisierung ging der Bahnhof am 1. April 1987 in den Besitz der neuen Gesellschaft JR West über.